# Morchella deliciosa
Morchella deliciosa (Elias Magnus Fries, 1822), este o specie de ciuperci comestibile saprofită foarte delicată din încrengătura Ascomycota, în familia Morchellaceae și de genul Morchella. Ea este denumită în popor zbârciog delicios (precizat), sau ciuculete. Acest burete se dezvoltă în grupuri mici sau solitar, și se poate găsi în România, Basarabia și Bucovina de Nord, crescând în special prin luminișurile și marginile de drum al pădurilor de conifere, mai ales pe lângă brazi, molizi și pini, dar, de asemenea, pe sol dăunat, defrișări sau arsuri vechi. Timpul apariției este de la începutul lui aprilie până în mai (iunie).

## Taxonomie

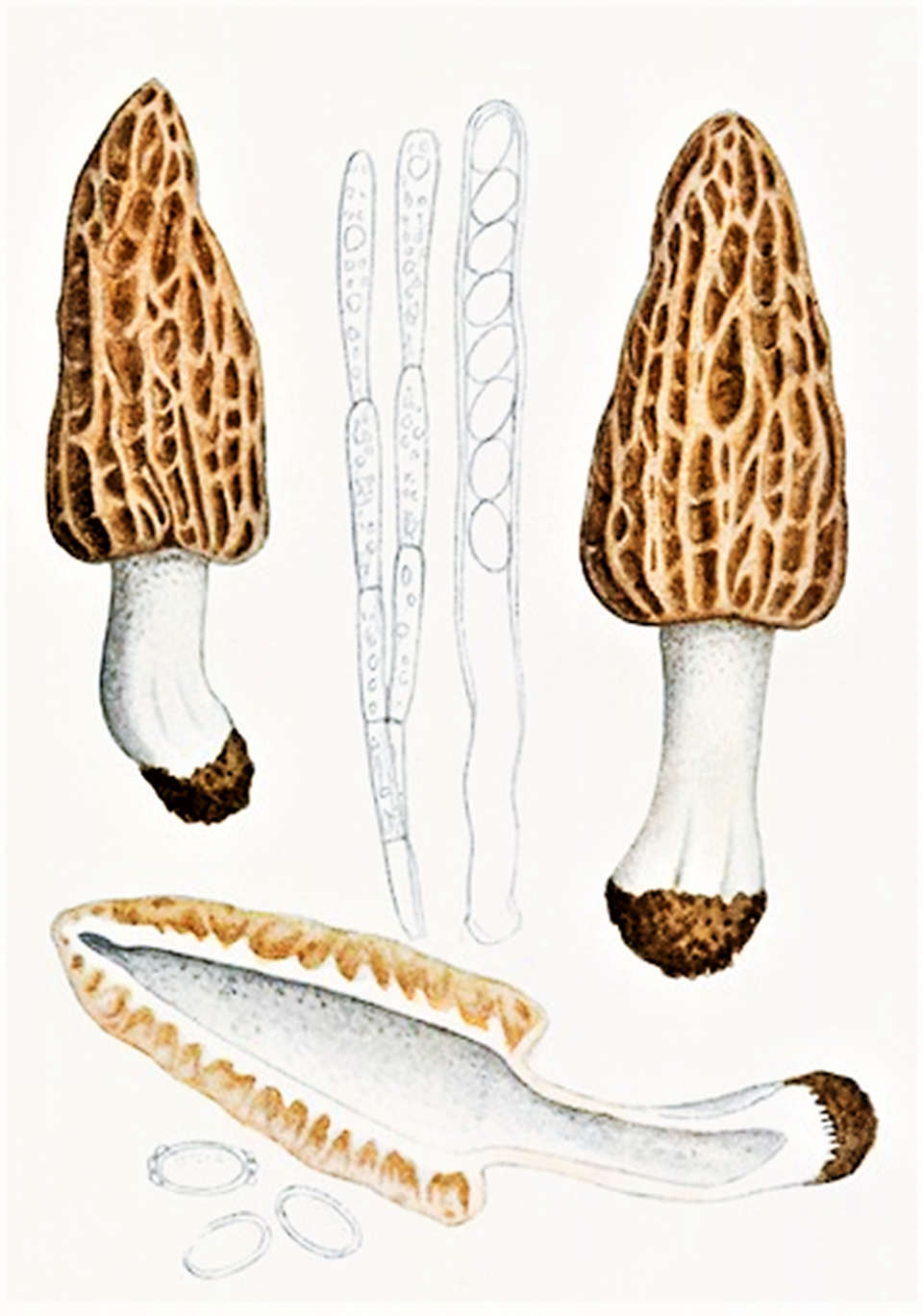
Bres: M. deliciosa forma carnea

Nu cu mult timp în urmă, sa crezut pe scară largă că există foarte puține specii distincte de specia Morchella - într-adevăr, unele autorități au recunoscut doar trei din întreaga lume. În ultimul timp, studii moleculare au arătat că există mai multe zeci de specii diferite și că, de exemplu, zbârciogii europeni și nord-americani care pot arăta foarte asemănător, nu sunt co-specifici în cele mai multe cazuri.
Această specie este între timp determinată clar de sine stătătoare, între alte surse, de prestigioasele Index Fungorum și Mycobank. Ea dezvoltă două variații: Morchella deliciosa fm. carnea mai deschisă și forma Morchella deliciosa fm. livido-alutacea descrise astfel de renumitul Giacomo Bresadola și publicate postum în vol. XXIV al marii sale opere Iconographia Mycologica în 1932.
De asemenea, micologul italian Bruno Cetto a descris aceste două forme, clasificându-le însă variații ale genului Morchella conica.
Buretele a fost descris pentru prima dată de faimosul savant suedez Elias Magnus Fries în volumul 2 al lucrării sale Systema mycologicum din 1822.

## Descriere

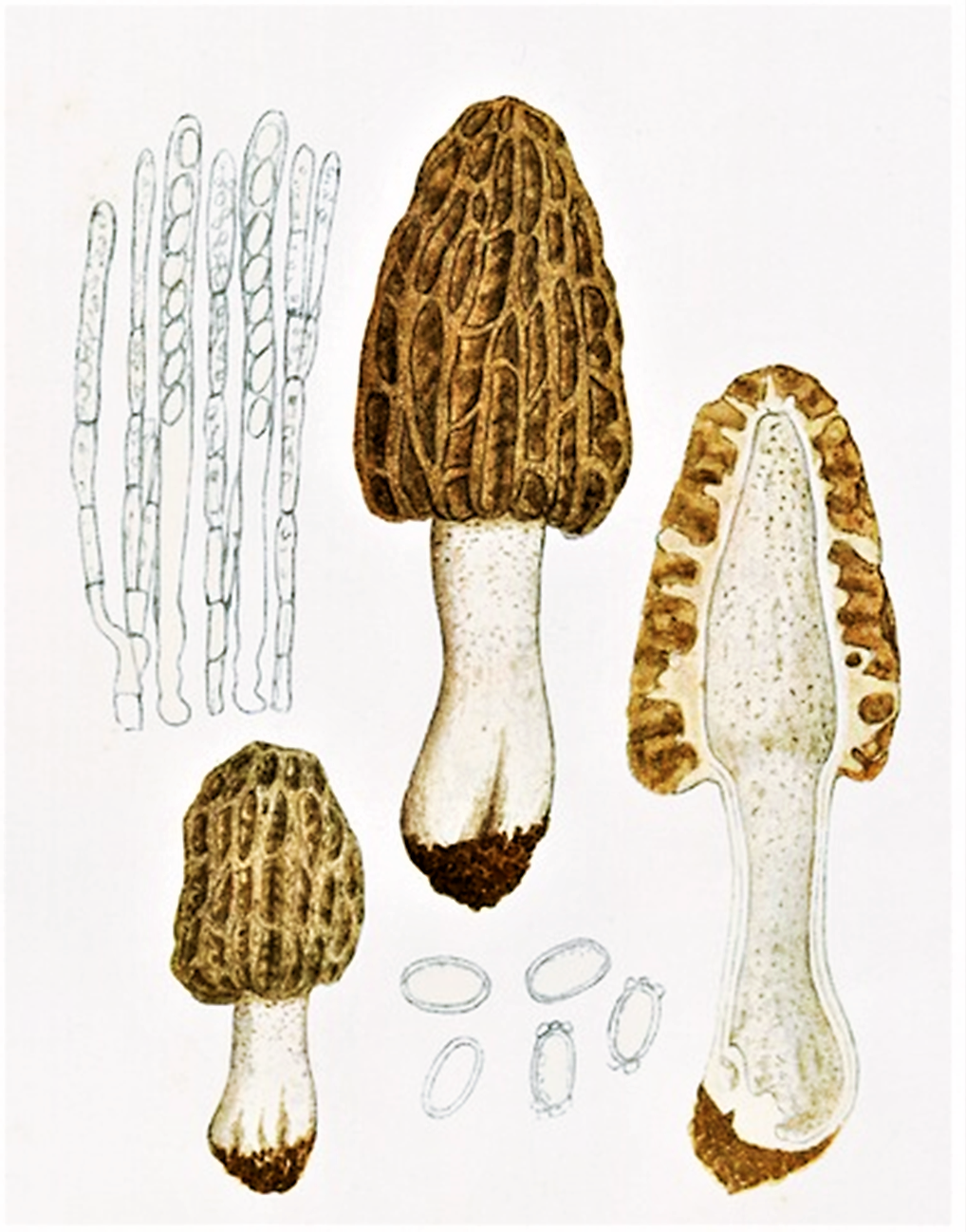
Bres.: M. deliciosa forma livido-alutacea

Sub numele românesc de „zbârciog” se tratează aproape mereu patru mari genuri de ciuperci: Gyromitra, Helvella, Morchella și Verpa. Între primele două se găsesc specii otrăvitoare pe când cele două din urmă sunt comestibile. Cu toate că cele patru genuri sunt goale pe interior, ele pot fi deosebite destul de ușor: Morchella și Verpa sunt unicamerale, pe când Gyromitra și Helvella sunt multicamerale, prezentând o încrengătură de goluri în interiorul lor.
- Corpul fructifer: este destul de mic, are o înălțime de 3-6 (8) cm și un diametru de 2,5-3 (4) cm, este de formă ovoidală până ovoidal-conică, cu suprafața zbârcită și perforată prin alveole profunde, neregulate de mărime diferită, inițial înguste, apoi alungite și ondulate, separate prin creste groase și foarte fin păroase care înnegresc la bătrânețe. Marginea este neregulată și concrescută cu piciorul. Buretele este repede gol în interior ( cu o singură cavitate), pereții fiind flocoși. Coloritul este inițial mai mult sa u mai puțin gri, dar diferă apoi la maturitate, depinzând de variație, între roșu deschis de carne și  plumburiu-maroniu, devenind în vârstă la forma livido-alutacea aproape brun-negricios.
- Piciorul: are o lungime de 3-5 (7) cm și o grosime de 1,3-2 (2,5) cm, este format ceva neregulat cilindric precum îngroșat la bază, destul de solid, de asemenea cu o singură cavitate, scămos sau granulat. Culoarea lui este de un alb murdar.
- Carnea: este mereu albă, ceroasă, și foarte fragilă, cu gust savuros precum un miros plăcut, slab de ciuperci.
- Caracteristici microscopice: are spori elipsoidali, netezi și hialini (translucizi), foarte grei, având o mărime de (17) 20-26 x 13-16 microni și sunt colorați galben-ocru.[7][8][5][6][9]
- Reacții chimice: nu-și schimbă culoarea după adăugarea de reactivi chimici.[14]

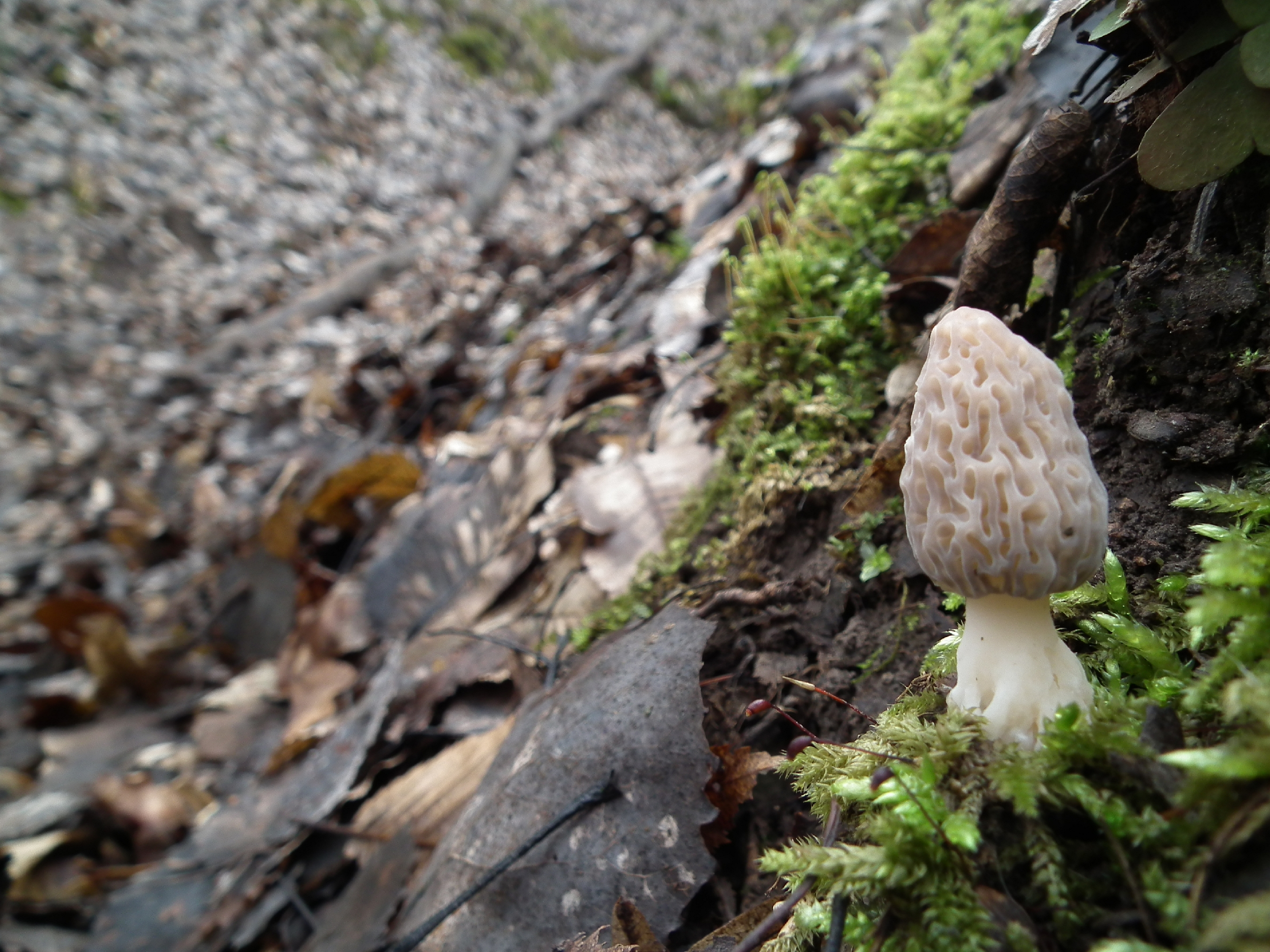
M. deliciosa tânără
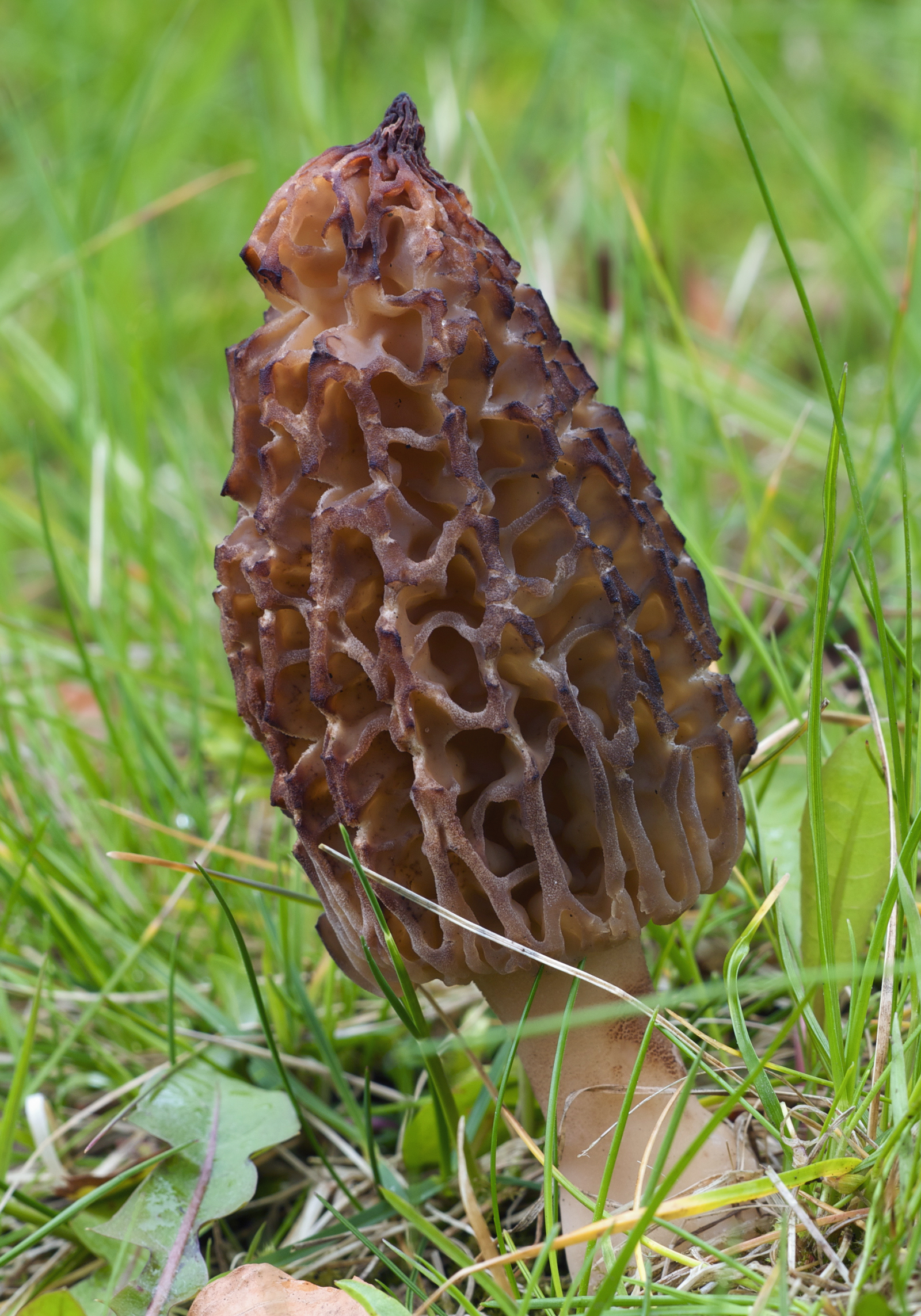
M. deliciosa fm. carnea
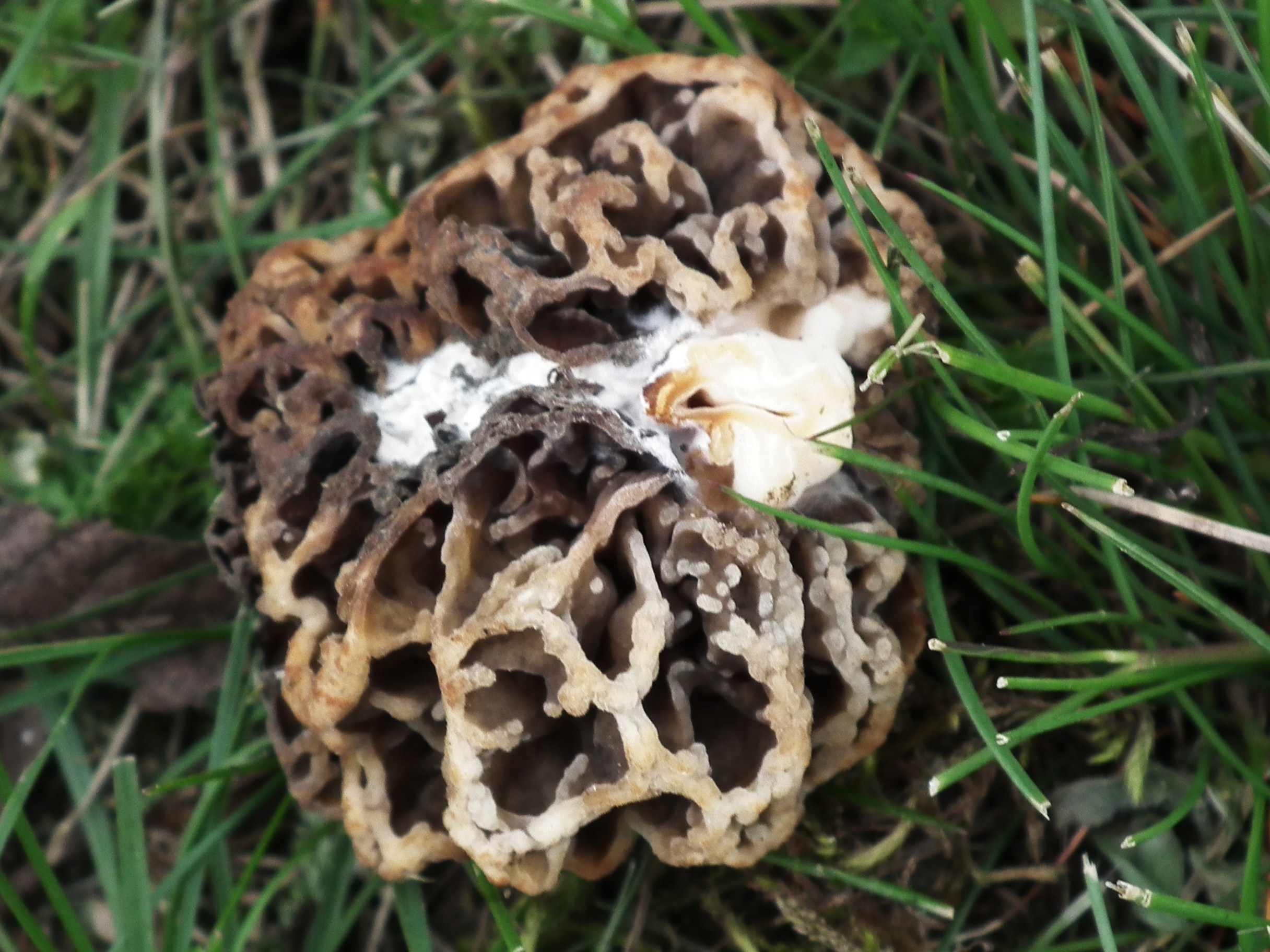
M. deliciosa bătrână
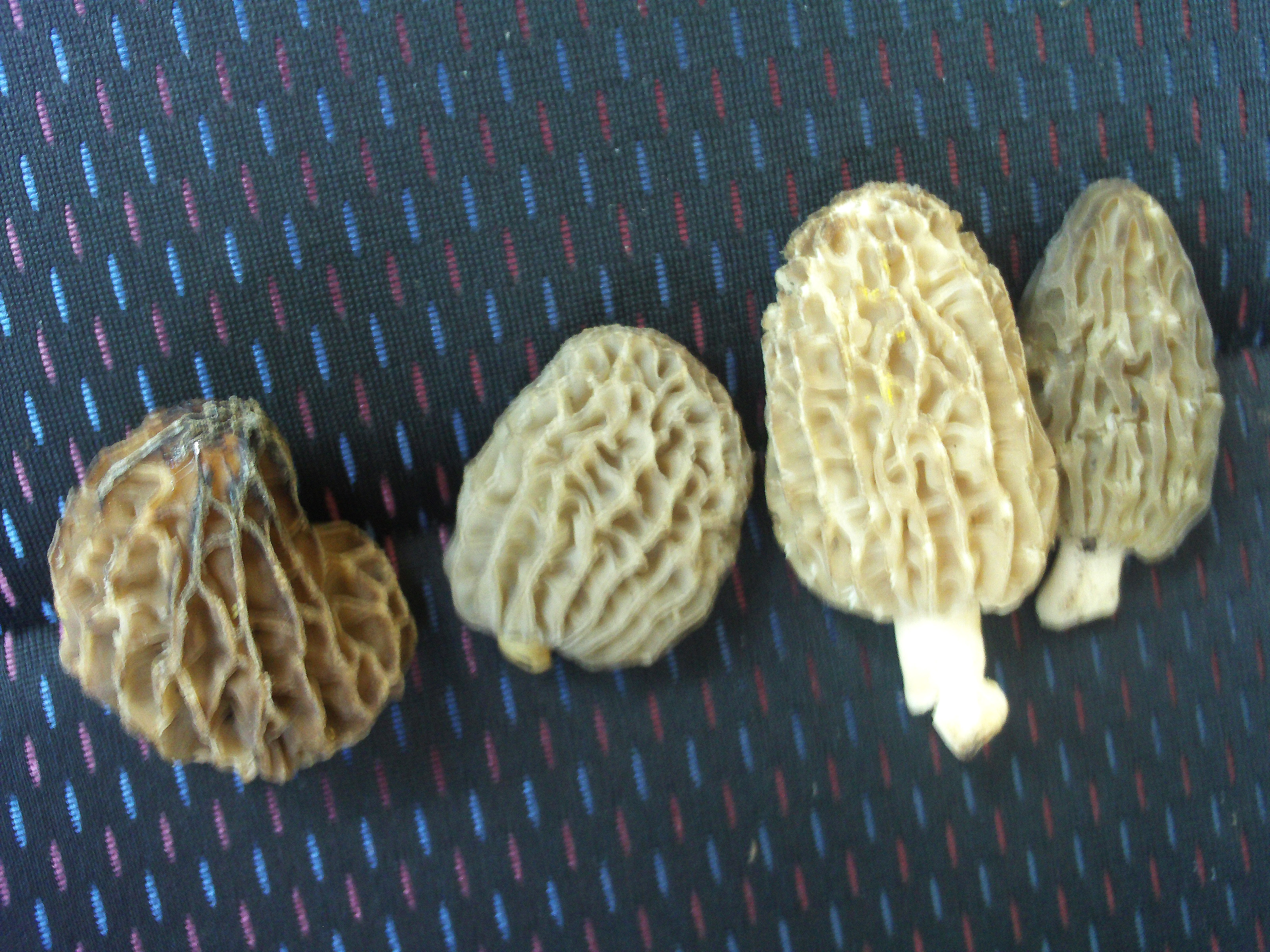
M. deliciosa, diversități

## Confuzii
Morchella esculenta poate fi confundată ușor cu alte specii de genul Morchella, în primul rând cu suratele ei Morchella conica și Morchella esculenta Morchella costata, Morchella crassipes, Morchella elata, Morchella elatoides Jacquet, Morchella eximia,  Morchella pragensis, Morchella rotunda Morchella spongiola, Morchella steppicola, Morchella tridentina sin. Morchella frustrata, Morchella vulgaris sau Verpa bohemica.
Pentru un începător, confundarea cu buretele posibil mortal Gyromitra esculenta (zbârciogul gras), cu totul că speciile se deosebesc destul de clar, ar putea să se dezvolte fatal.

## Ciuperci asemănătoare în imagini

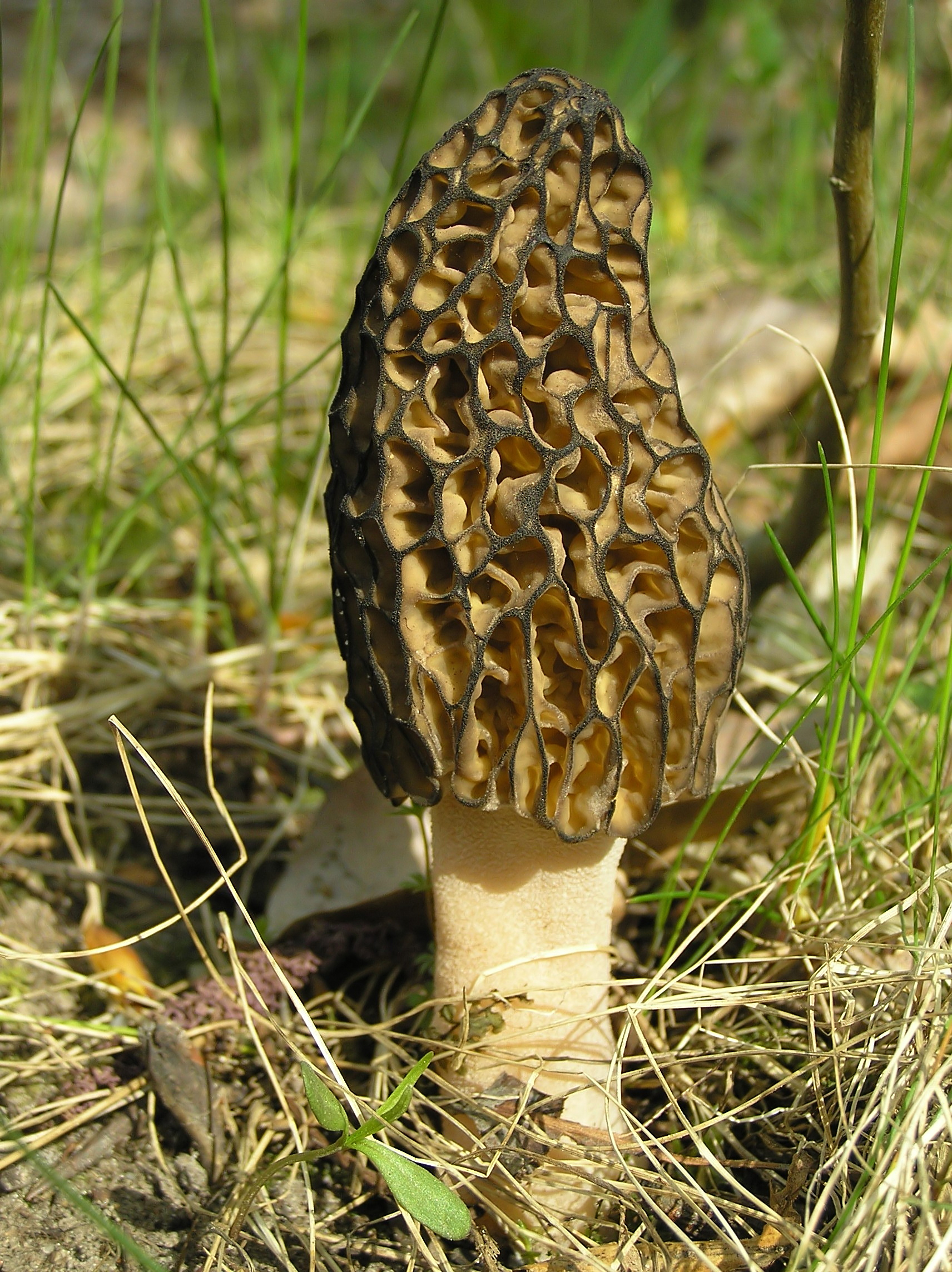
Morchella conica
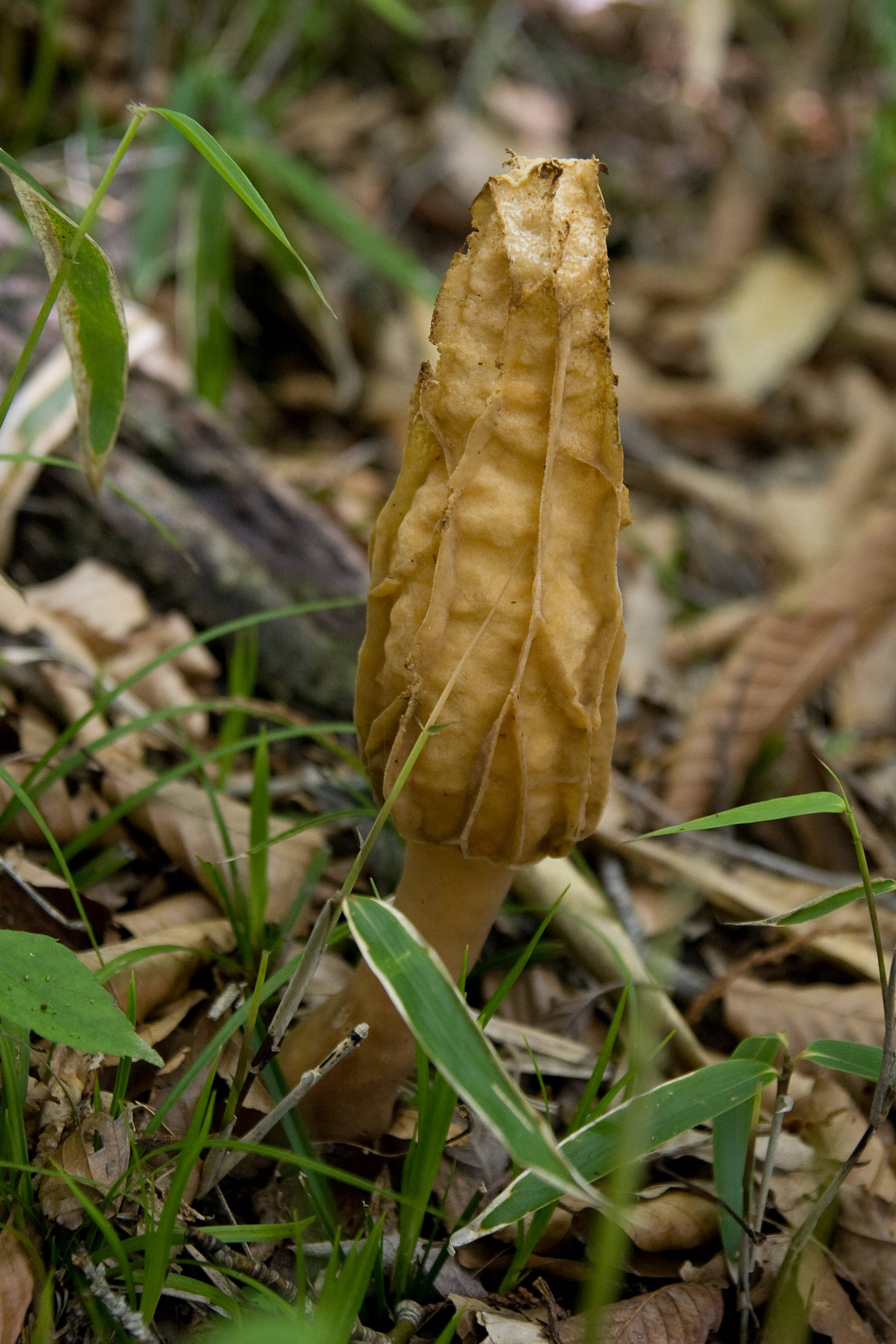
Morchella costata
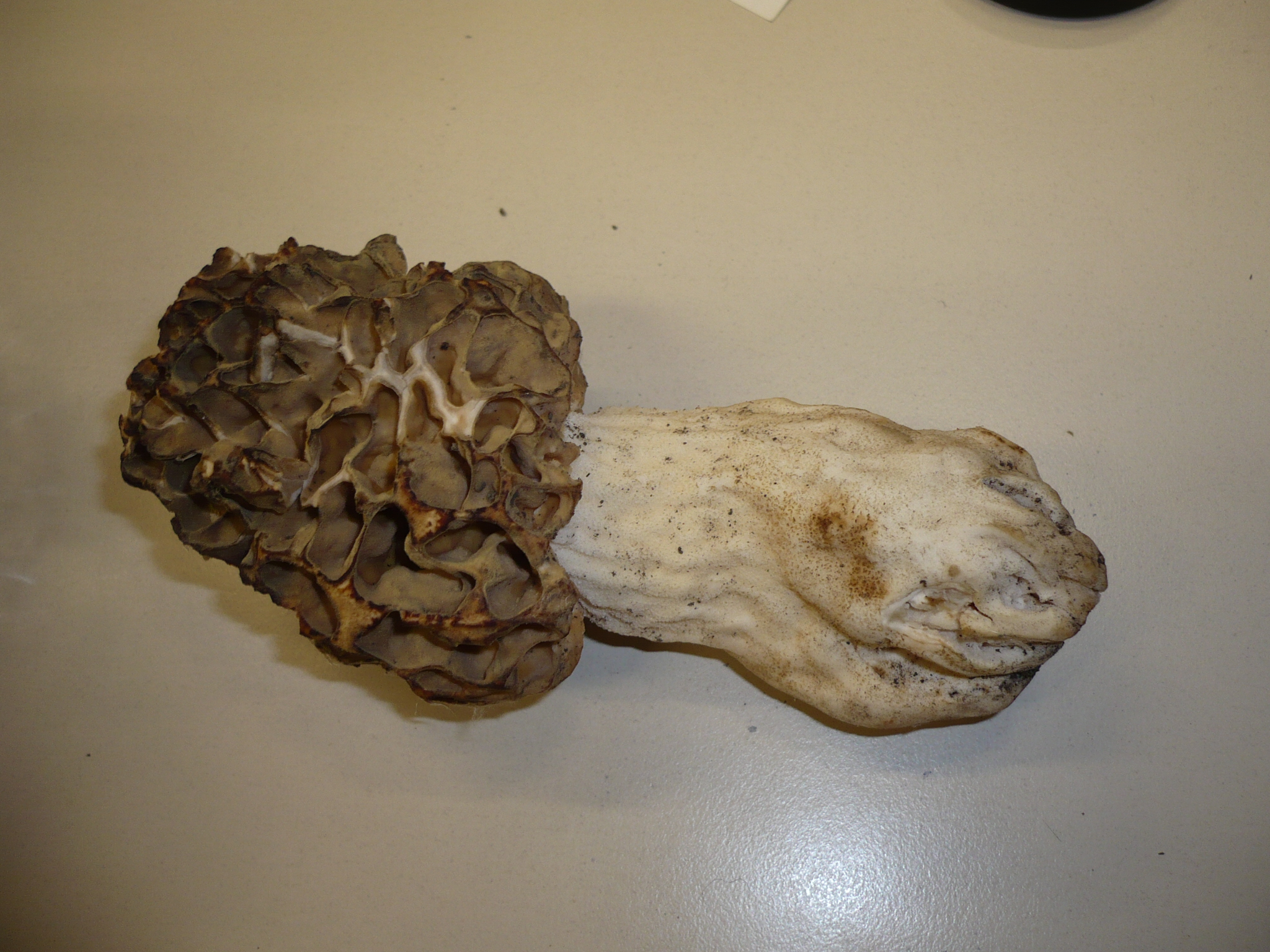
Morchella crassipes
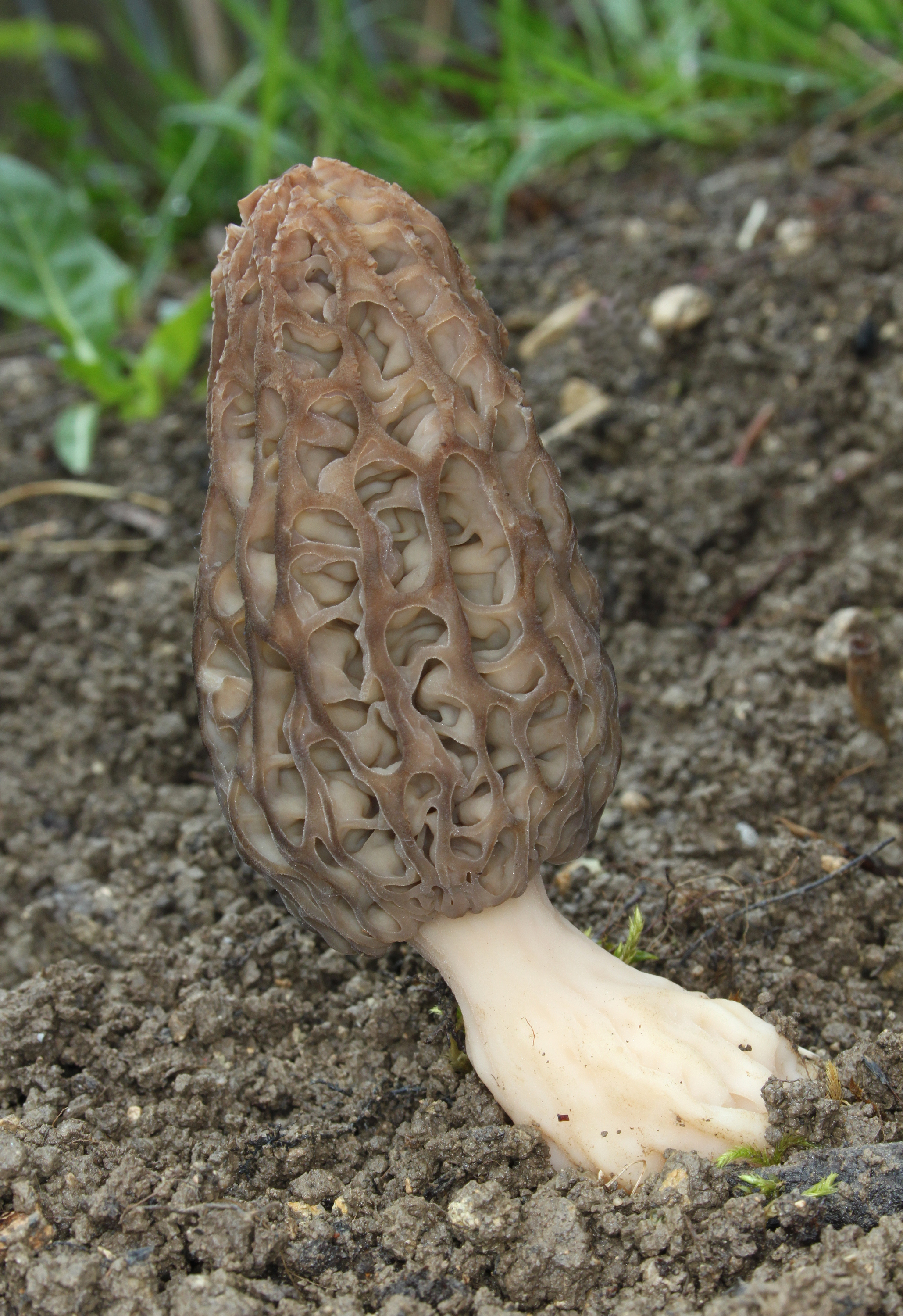
Morchella elata
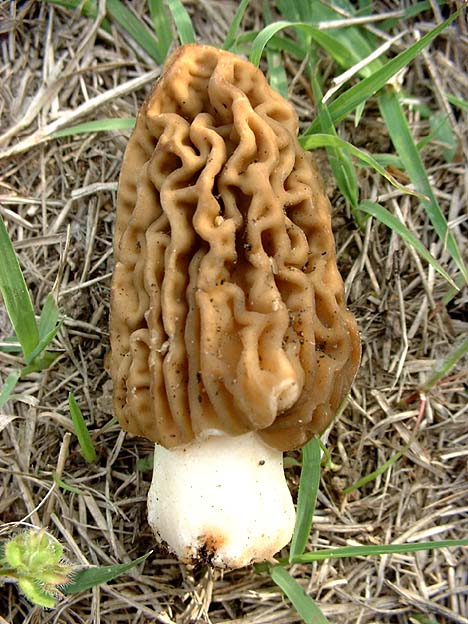
Morchella elatoides

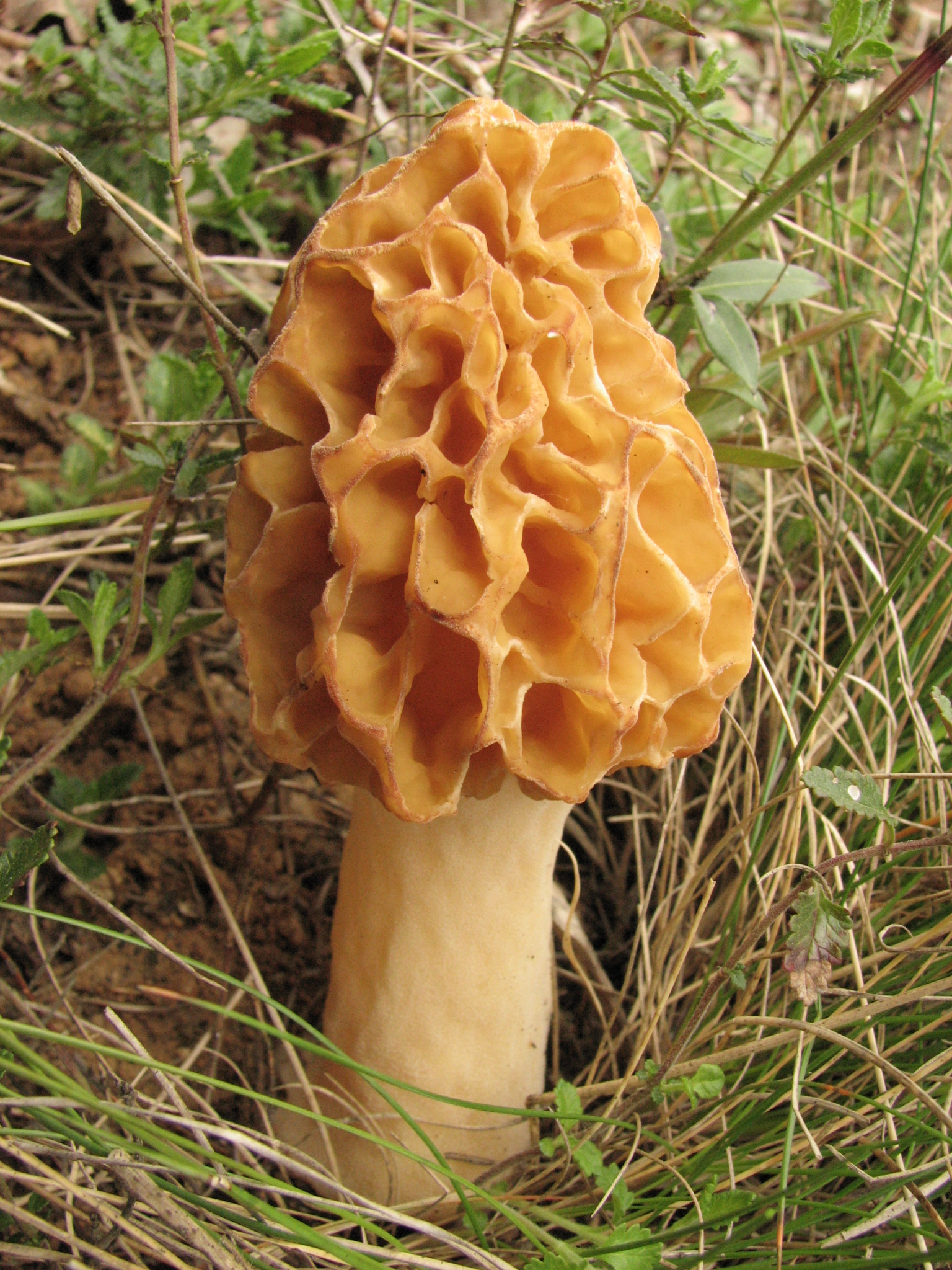
Morchella esculenta
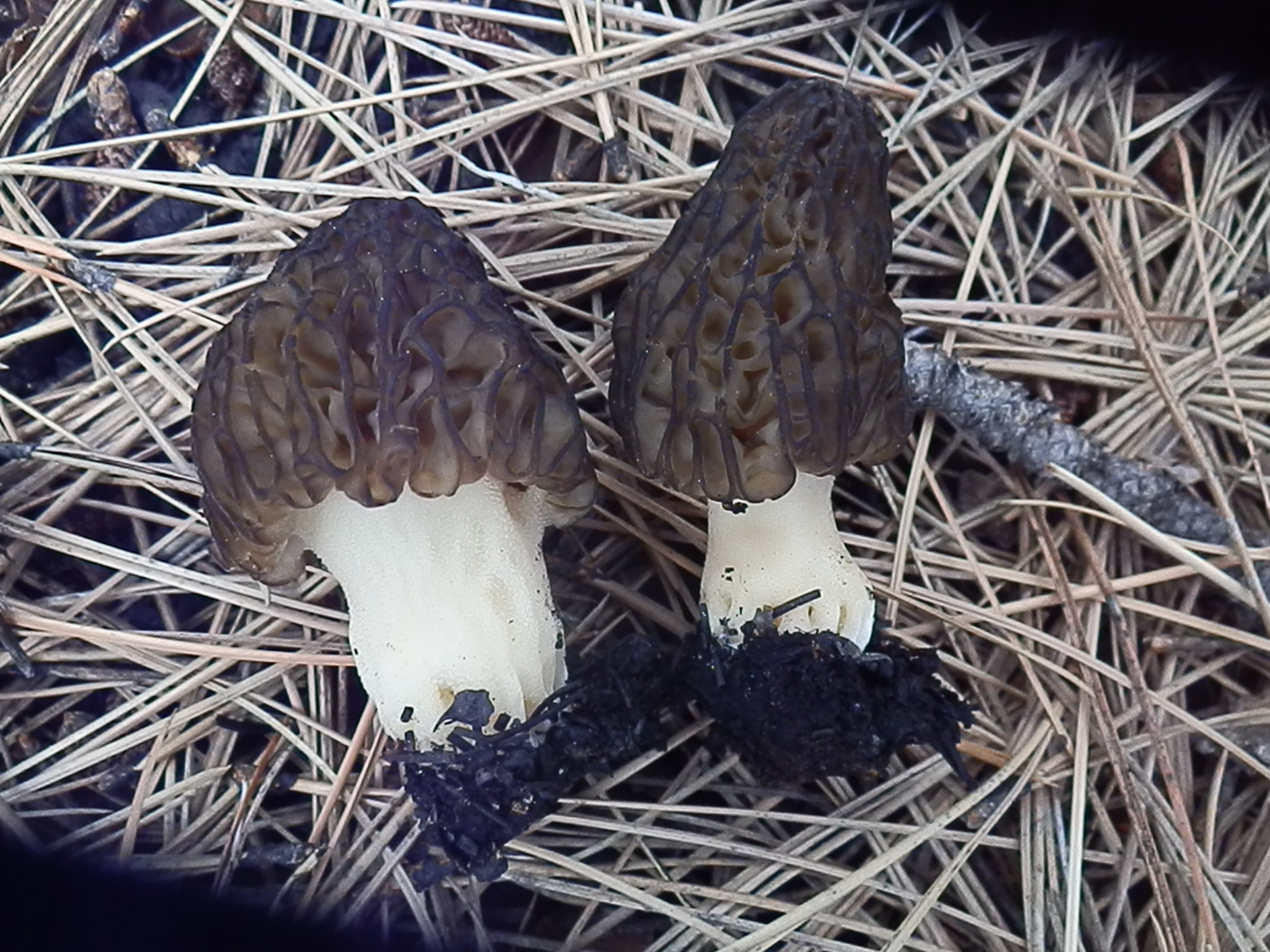
Morchella eximia
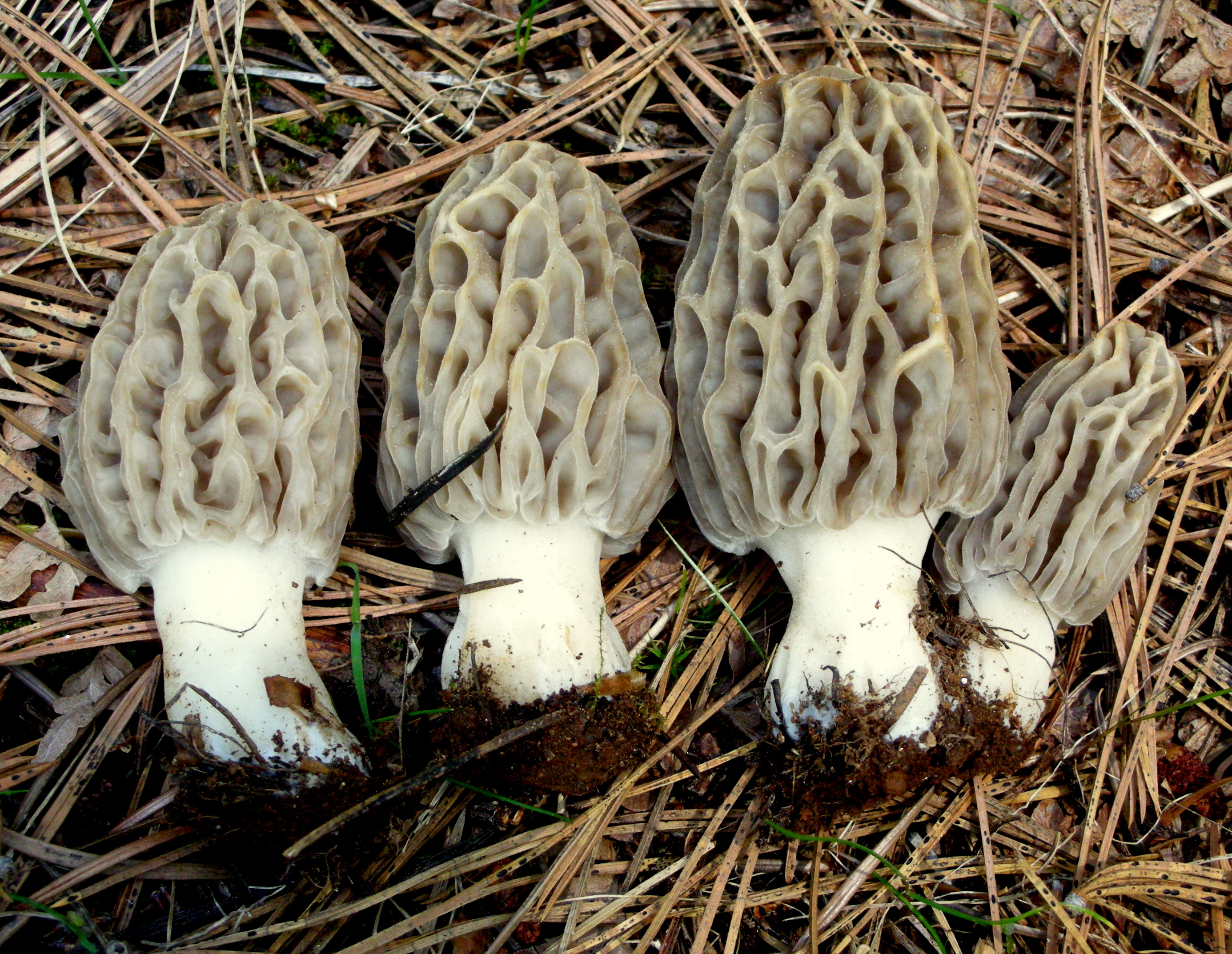
Morchella pragensis
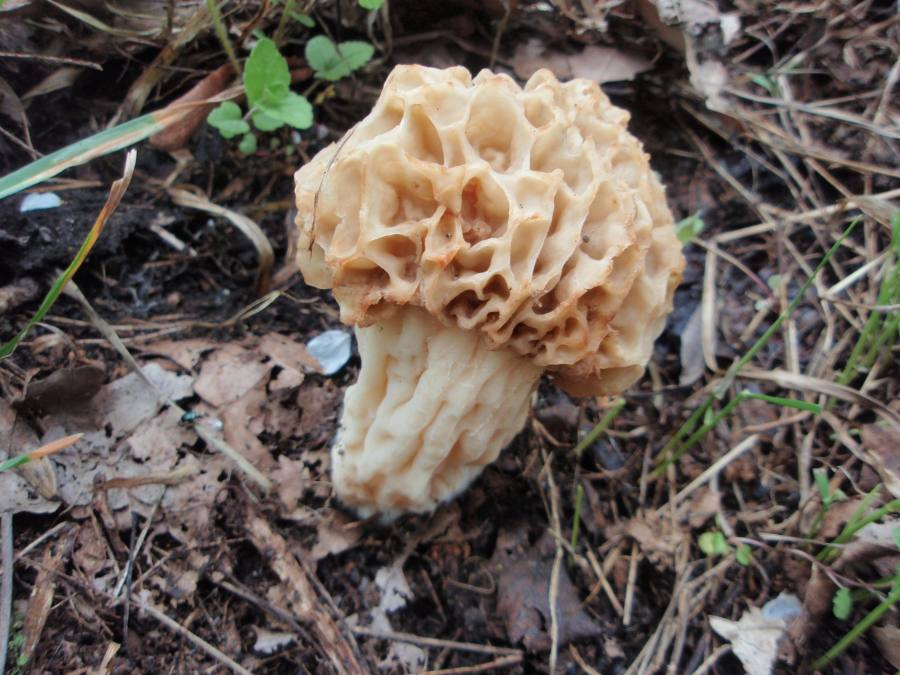
Smrž obecný nv]]:Smrž obecný nv.jpg|Morchella rotunda
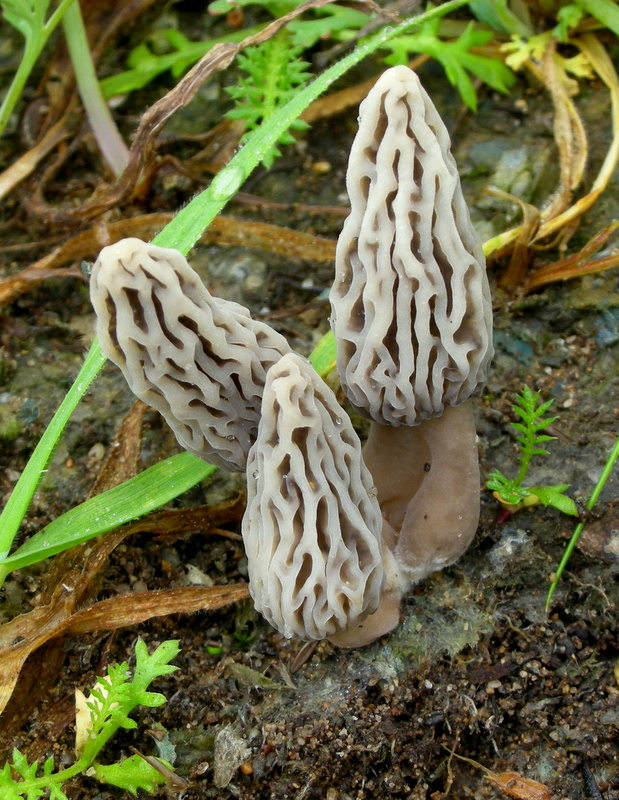
Morchella Tridentina

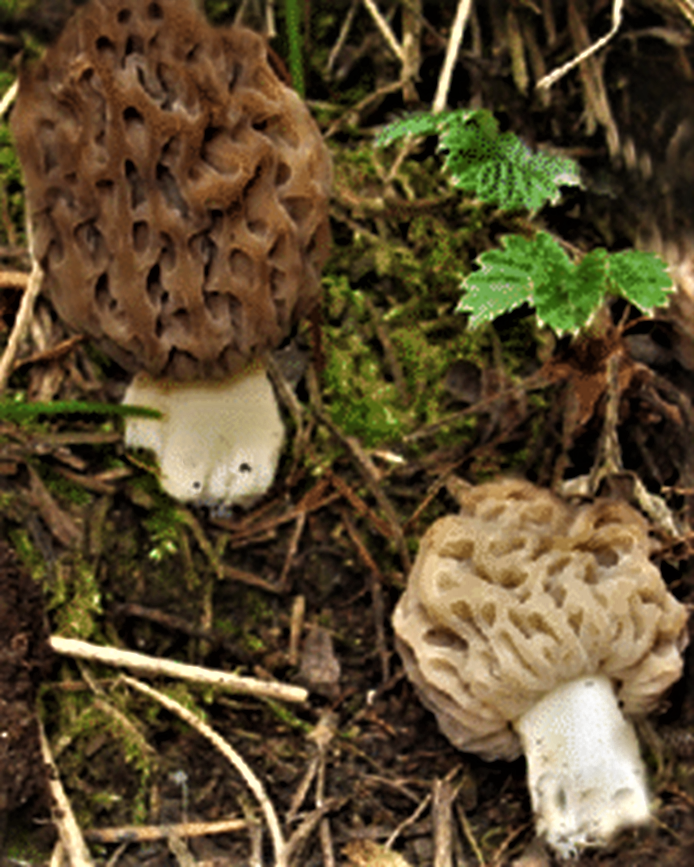
Morchella spongiola
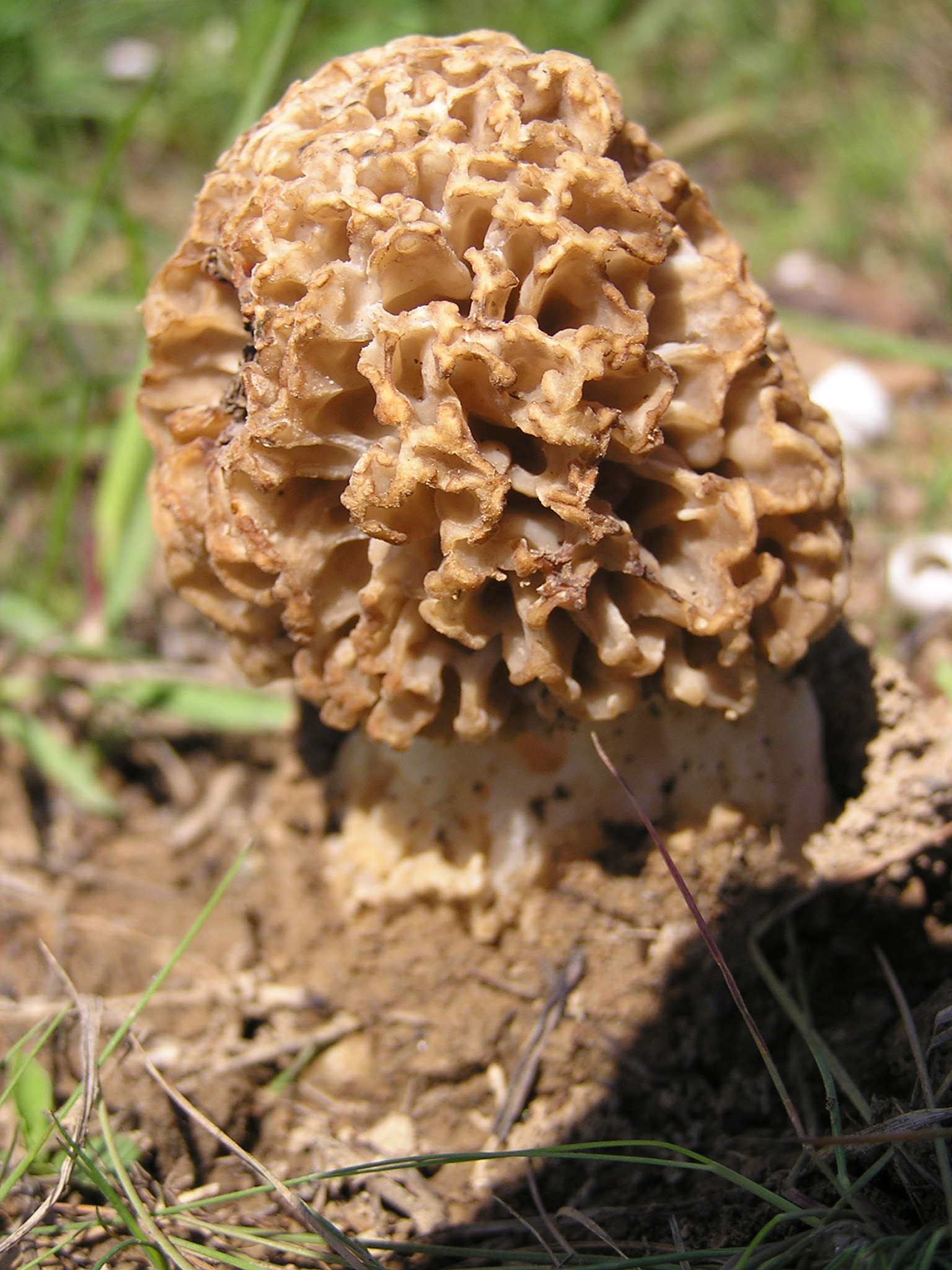
Morchella steppicola
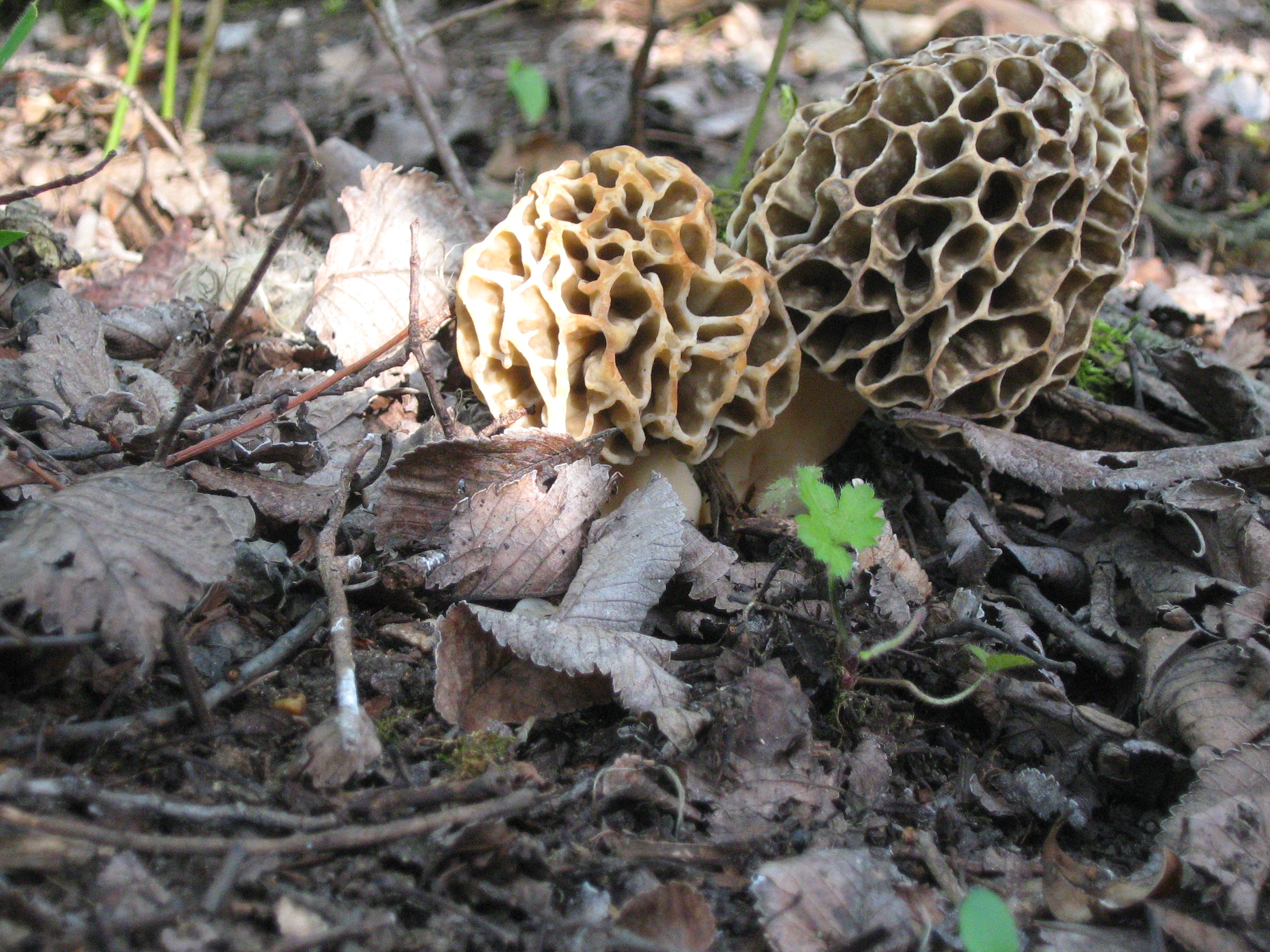
Morchella vulgaris
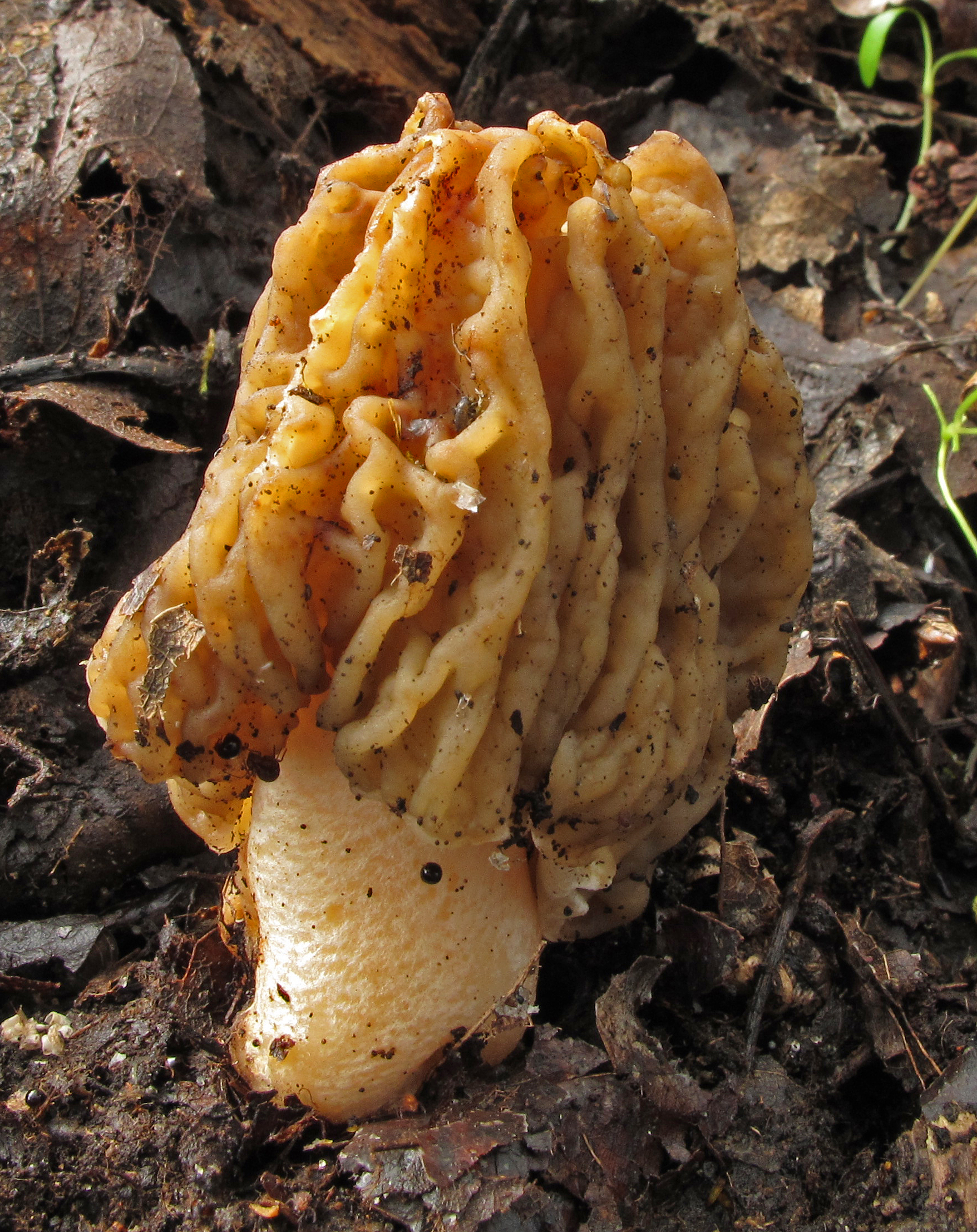
Verpa bohemica
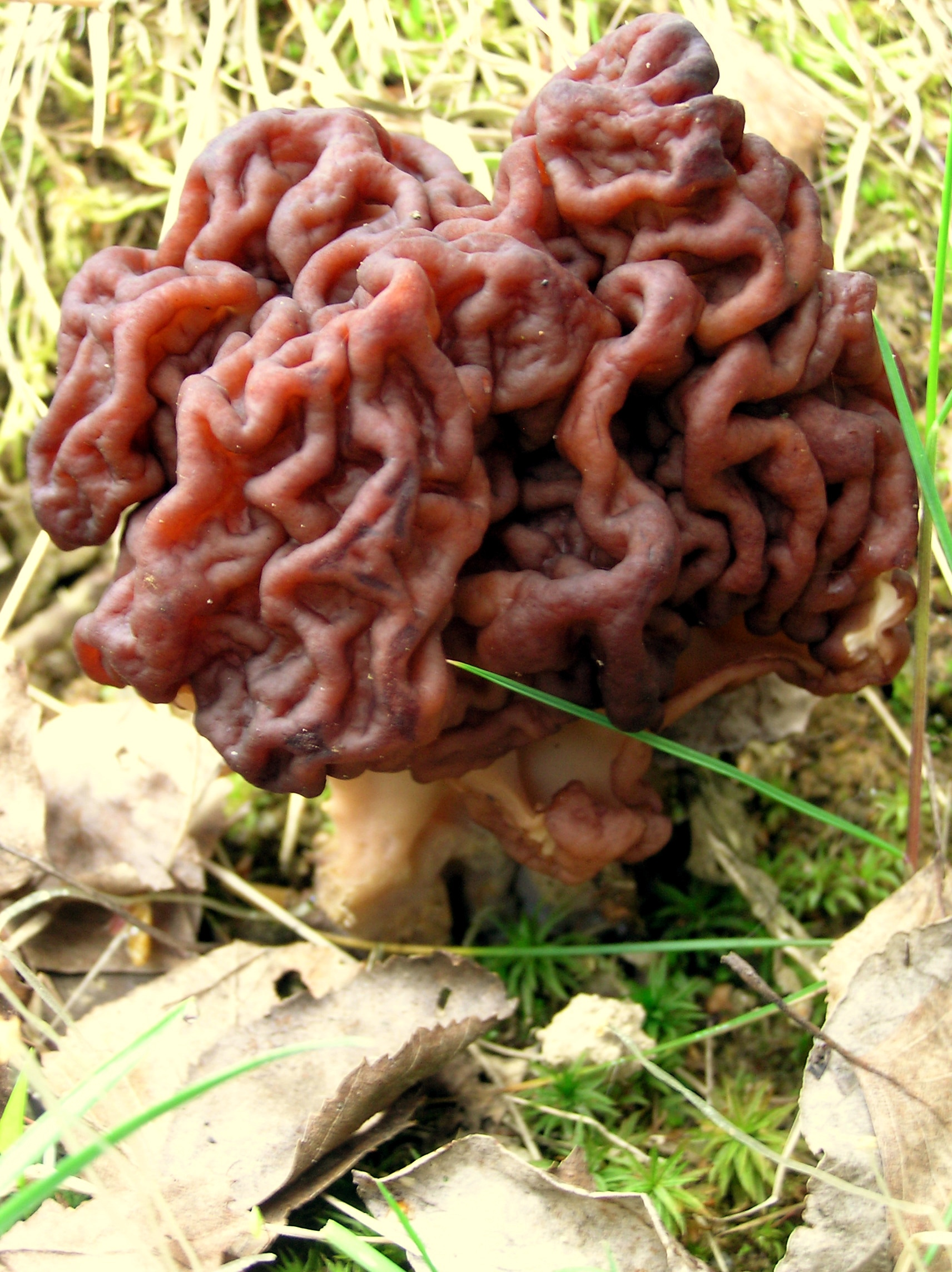
!!!Gyromitra esculenta!!!

## Valorificare

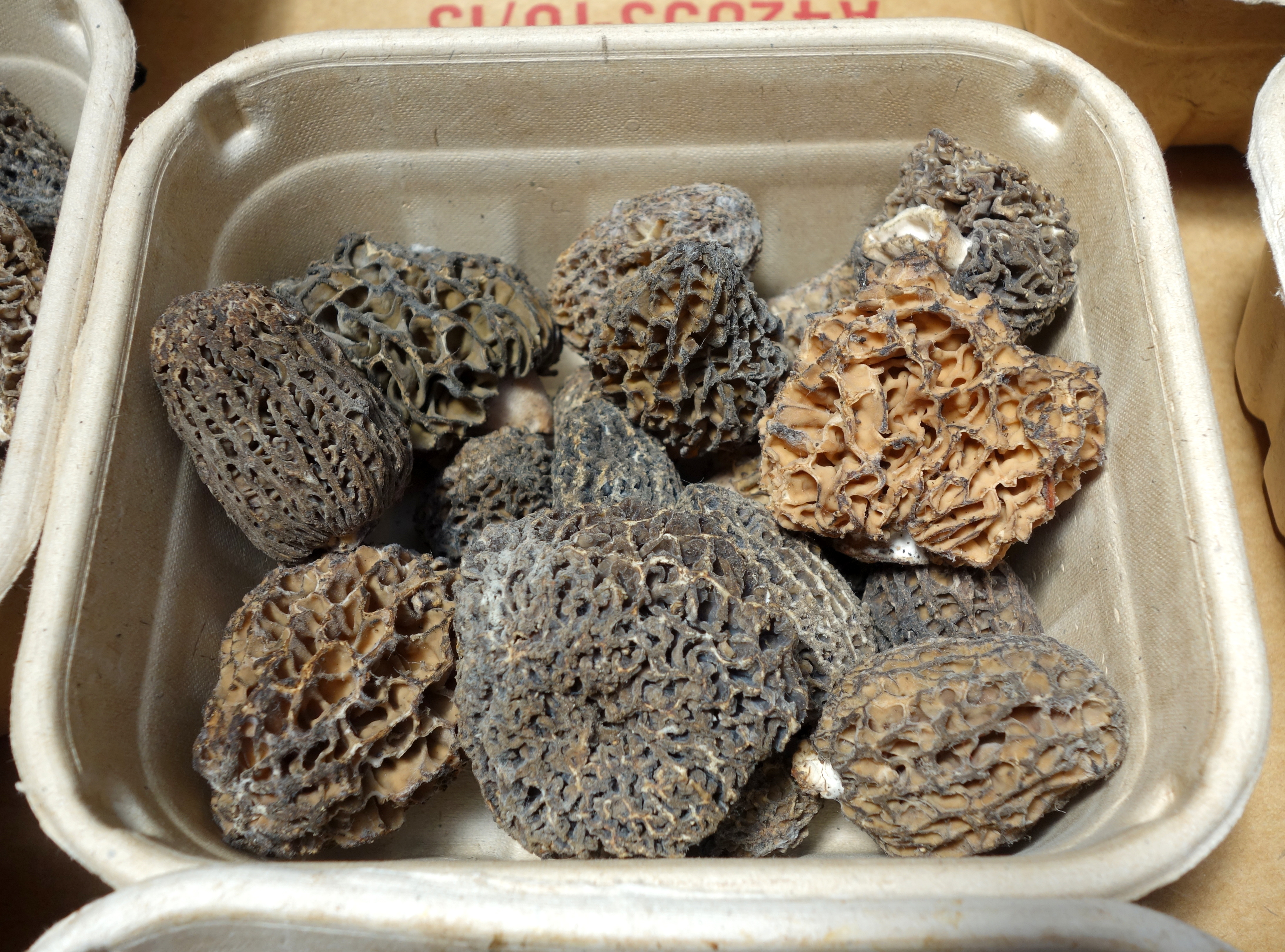
Zbârciogi uscați

Mai întâi trebuie menționat că zbârciogul delicios nu poate fi mâncat crud pentru că conține puțină hidrazină care se dizolvă în timpul fierberii. De asemenea, consumat în porții mari, poate crea reacții neplăcute la persoane sensibile, pentru că buretele este cam greu de digerat.
Morchella deliciosa este de calitate gastronomică foarte bună. Ea poate fi pregătită ca ciulama,, alături de legume, dar nu împreună cu alte ciuperci (din cauza gustului și mirosului specific) sau ca sos, servit cu carne albă (pui, curcan, porumbel, vițel). Se și potrivește la o mâncare de creier (porc, vițel), cu raci, scoici, melci sau ca foietaj cu șuncă sau într-o plăcintă (de exemplu „pe modul reginei” , cu carne de vițel sau pui). Datorită mărimii inferioare, acest burete nu se poate prăji ca un șnițel nici umplut cu carne.
Uscați  și preparați după înmuiat, bureții dezvoltă un gust și miros mai intensiv (folosiți și apa de înmuiat filtrată printr-o sită). Este recomandat, de nu a folosi piciorul, pentru că acesta devine după înmuiere gomos.

## Bibiliografie
- Marcel Bon: „Pareys Buch der Pilze”, Editura Kosmos, Halberstadt 2012, ISBN 978-3-440-13447-4
- Bruno Cetto, volumele 1-3, 5 (vezi la note).
- Jean-Louis Lamaison & Jean-Marie Polese: „Der große Pilzatlas“, Editura Tandem Verlag GmbH, Potsdam 2012, ISBN 978-3-8427-0483-1
- Hans E. Laux: „Der große Pilzführer, Editura Kosmos, Halberstadt 2001, ISBN 978-3-440-14530-2
- Gustav Lindau, Eberhard Ulbrich: „Die höheren Pilze, Basidiomycetes, mit Ausschluss der Brand- und Rostpilze”, Editura  J. Springer, Berlin 1928
- Meinhard Michael Moser: „Kleine Kryptogamenflora der Pilze - Partea a.: „Höhere Phycomyceten und Ascomyceten”, Editura G. Fischer, Jena 1950